# Duke Jordan
Duke Jordan, (New York, 1922. április 1. – Koppenhága, 2006. augusztus 8.) amerikai dzsesszzongorista. Jordant az egyik korai bebop zongoristaként tartják számon. A háború utáni korszakban segített létrehozni a bebopot, ami ma is a dzsessz egyik sarokköve. Duke Jordan Charlie Parker szaxofonossal végzett munkája a dzsessztörténet maradandó öröksége.

## Pályafutása
Nyolc év zongoraleckéi után után szakmai karrierje 1941-ben Coleman Hawkins zenekarában kezdődött. 1946-ban Roy Eldridge-dzsel és Teddy Waltersszel játszott. 1947 és 1948 között a Charlie Parker Quintet rendszeres tagjaként vált ismertté a Jazz at the Philharmonic turné eredményeként. Ezután egy ideig Sonny Stitt és Stan Getz partnereként játszott Roy Eldridge-dzsel és Oscar Pettiforddal.
Szólókarrierje az 1950-es évek közepén kezdődött a Signal és a Savoy jazzkiadó albumaival, mint például a „Do it Yourself Jazz” és a „Duke Jordan Trio & Quintet” című albummal − Cecil Payne-nel, Eddie Berttel, Percy Heath-szel és Art Blakey-vel.
Miután saját triója volt New Yorkban, 1959-ben Párizsba ment, ahol Thelonious Monkkal megírta a Les Liaisons Dangereuses című film zenéjét.
Az 1960-as években ismét New Yorkban játszott. 1978 óta Koppenhágában él. 1952 és 1962 között Sheila Jordan dzsesszénekesnő volt az élettársa.

## Albumok
- Jor-du
- Jazz Laboratory Series: Do It Yourself Jazz, Vol. 1
- Duke Jordan Trio and Quintet
- Flight to Jordan
- Les Liaisons Dangereuses (Charlie Parker)
- East and West of Jazz (Charlie Parker, Sadik Hakim)
- The Murray Hill Caper
- Flight to Denmark
- Two Loves
- Truth
- Misty Thursday
- Duke's Delight
- Lover Man
- Duke Jordan Live in Japan, Vol. 1-3
- The Great Session

## Filmzene
- 1959: Les Liaisons Dangereuses − Thelonious Monkkal; Jeanne Moreau, Gérard Philipe, Annette Vadim. R.: Roger Vadim.

## Fordítás
Ez a szócikk részben vagy egészben  a   Duke Jordan című német Wikipédia-szócikk ezen változatának fordításán alapul.  Az eredeti cikk szerkesztőit annak laptörténete sorolja fel. Ez a jelzés csupán a megfogalmazás eredetét és a szerzői jogokat jelzi, nem szolgál a cikkben szereplő információk forrásmegjelöléseként.